# Pinnacles National Park
Pinnacles National Park is een Amerikaans nationaal park dat een bergachtig gebied ten oosten van de Salinas-vallei in de regio Central Coast van Californië omvat. Het park dankt zijn naam aan de door erosie uitgesleten overblijfselen van de westelijke helft van een uitgedoofde vulkaan, de Neenach Volcano, die zich oorspronkelijk in Zuid-Californië bevonden, maar die zich door tektonische verschuivingen langs de San Andreasbreuk verplaatst hebben.
Het park werd in 1908 opgericht door president Theodore Roosevelt als het Pinnacles National Monument. Eind 2012 keurde het Amerikaans Congres wetgeving goed om er een nationaal park van te maken. President Obama ondertekende de wet op 10 januari 2013. Het park staat onder het beheer van de National Park Service en is grotendeels wildernisgebied.
De rotsformaties delen het park in een oostelijke en westelijke divisie, die verbonden zijn door wandelpaden. Er loopt geen autoweg tussen het oosten en het westen. Het oostelijke deel is te bereiken via de California State Route 25, gevolgd door SR 146. Vanuit Soledad in het westen, dat langs de U.S. Route 101 ligt, kan men naar het park rijden via een weg die ook SR 146 heet, maar niet met het oostelijke stuk verbonden is. Pinnacles National Park is populair bij bergbeklimmers. 
Vanwege de hitte in de zomer wordt het park hoofdzakelijk in de lente en herfst bezocht.

## Fotogalerij

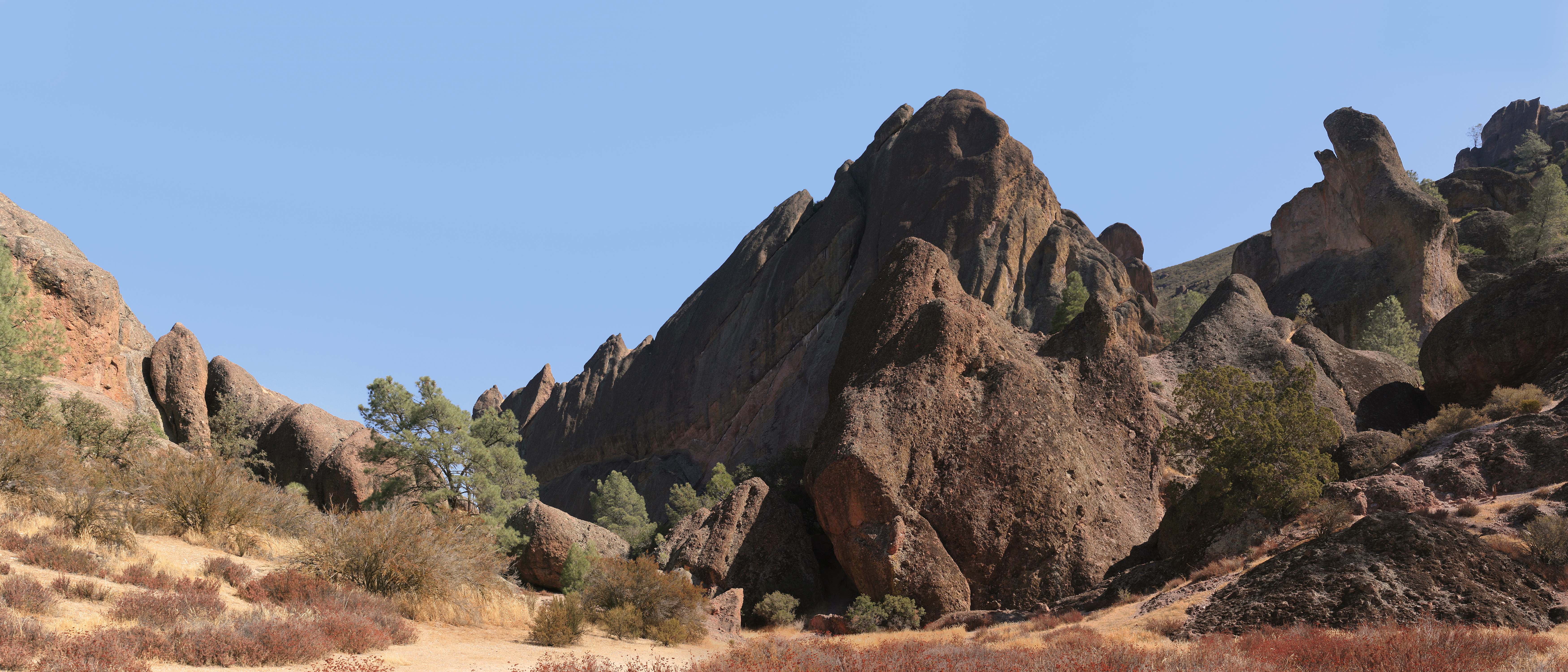
Rotsformaties
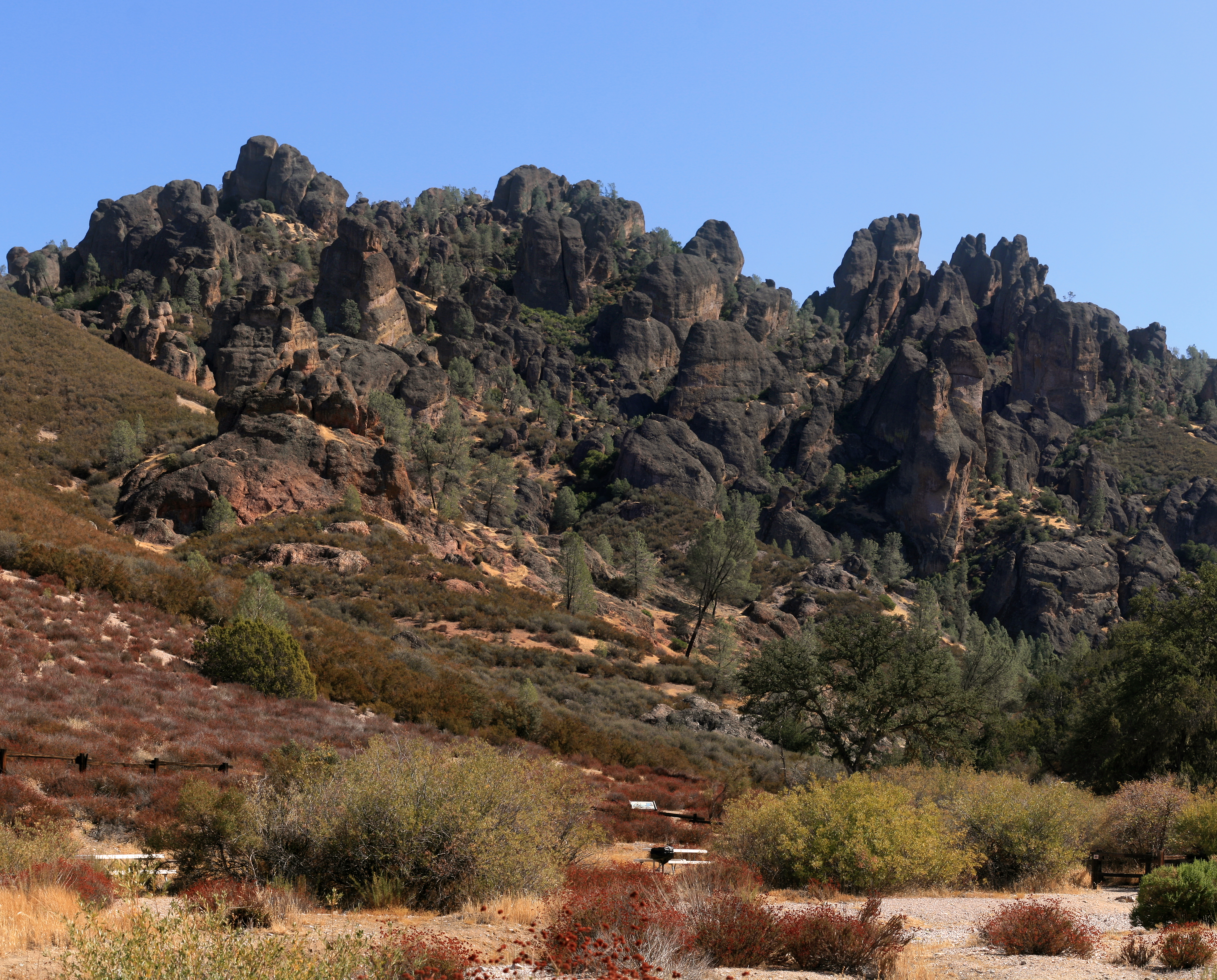
Rotsformaties
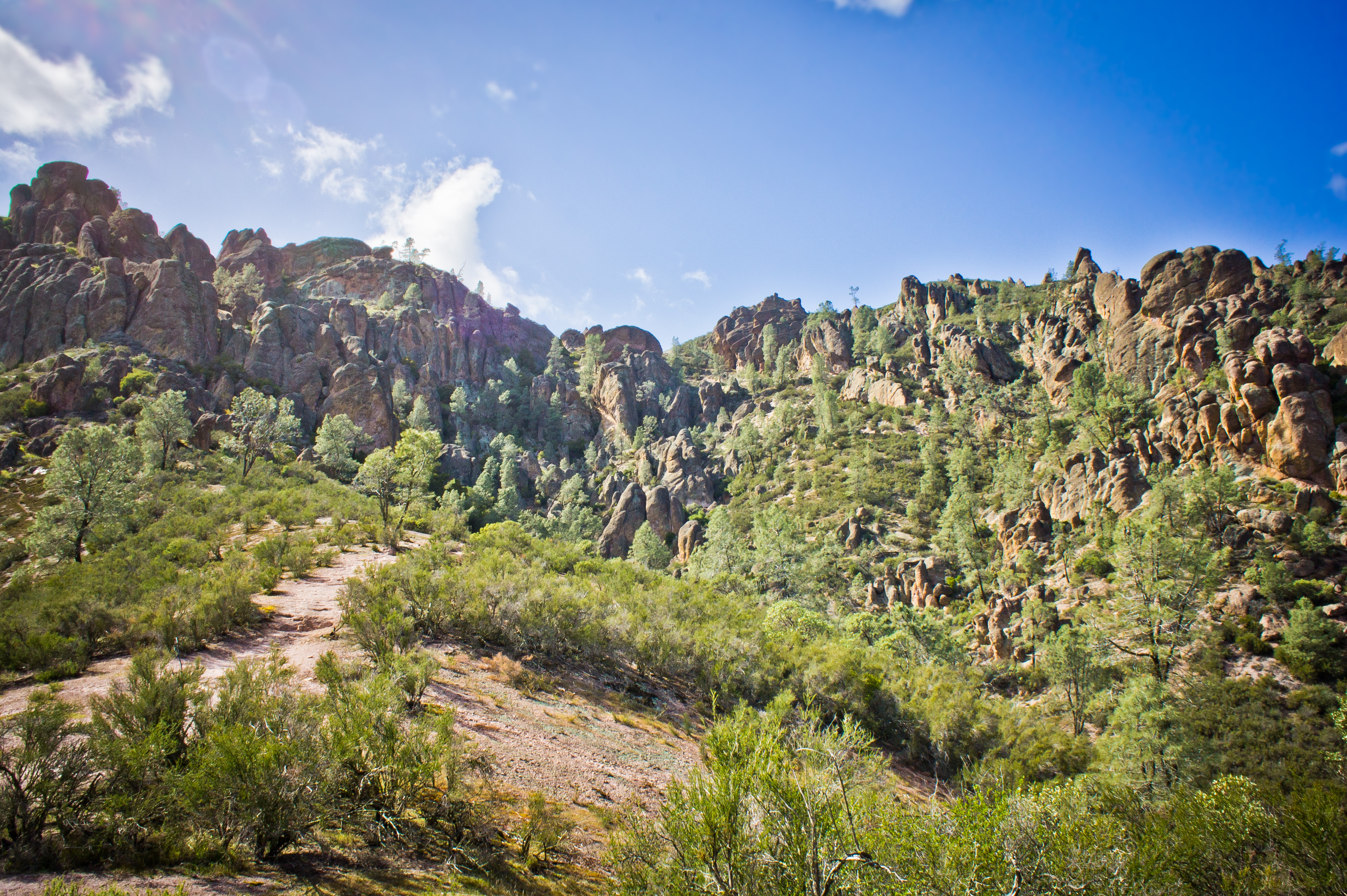
Pinnacles
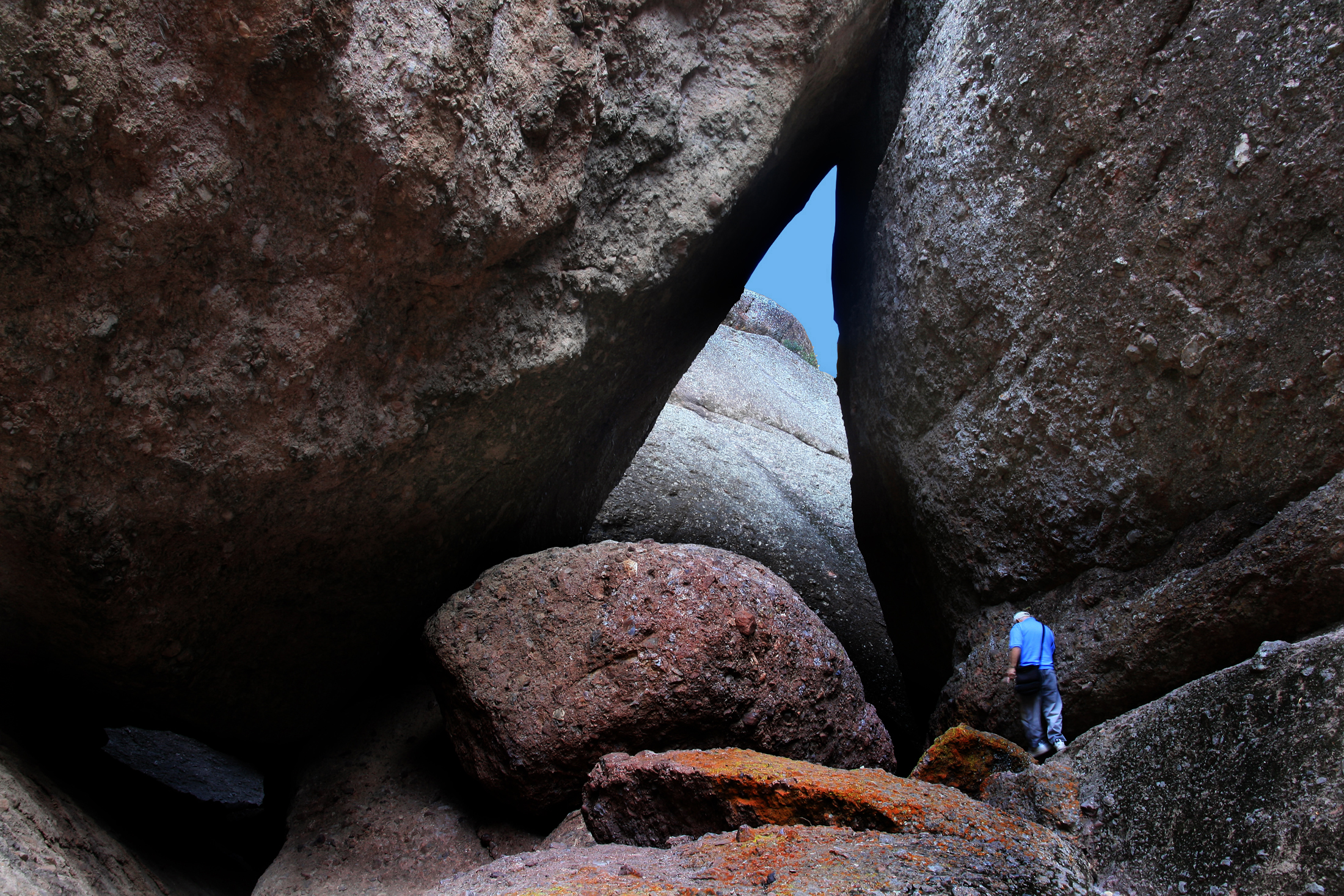
Een wandelaar in Balconies Cave
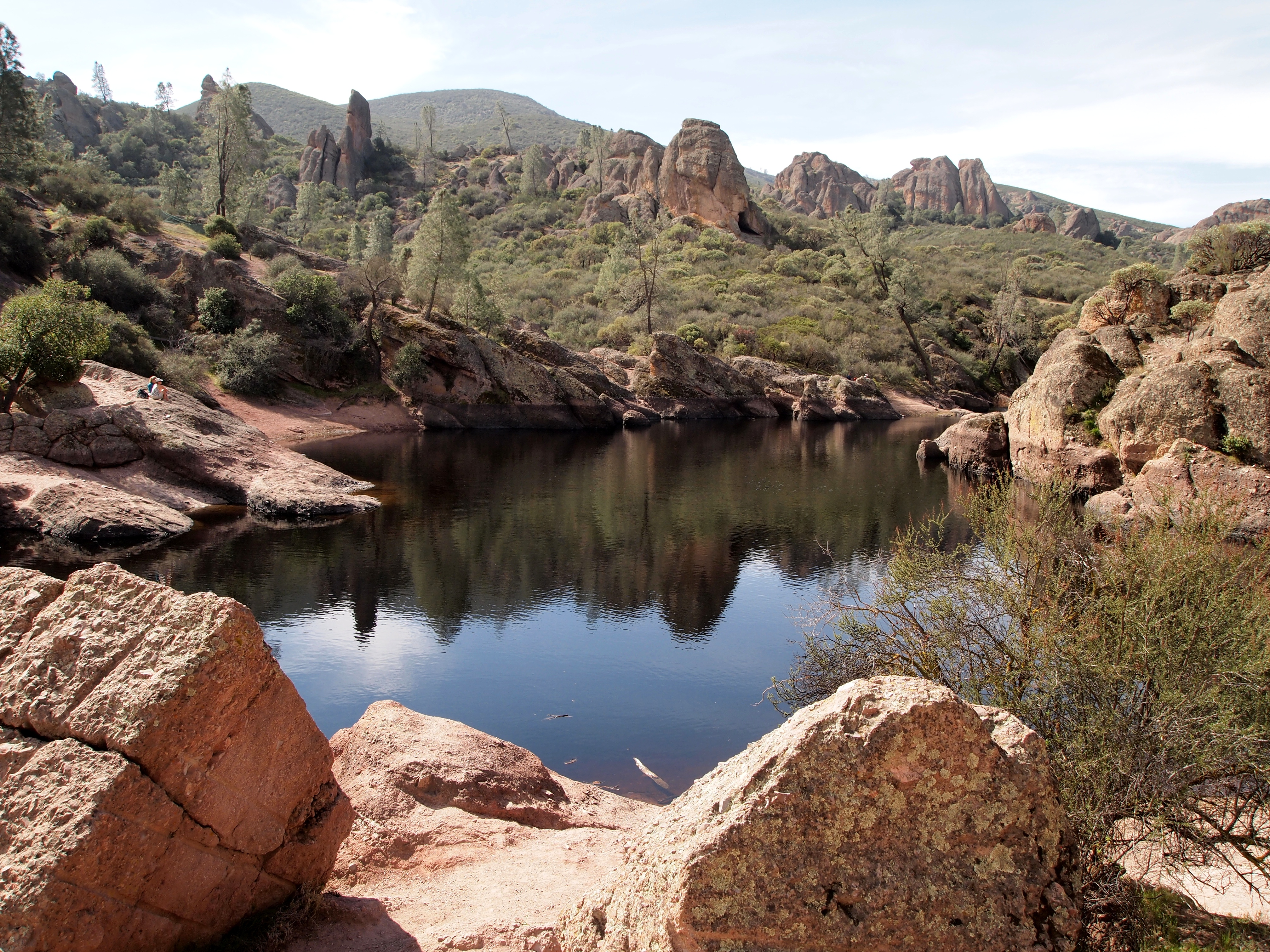
Bear Gulch Reservoir